# Oude Rijn (Leiden)
De Oude Rijn in Leiden is het gedeelte van de rivier de Oude Rijn in de Nederlandse gemeente Leiden en de naam van een straat in de Leidse binnenstad. 
De Oude Rijn stroomt na de aftakking van de Nieuwe Rijn bij Leiderdorp ten noorden van het Waardeiland en de Nieuwe Rijn ten zuiden. Ter hoogte van de Hoogstraat in het centrum komen zij weer bij elkaar. De Oude Rijn komt bij de Zijlpoort en de Haven het centrum binnen en stroomt vervolgens in gekanaliseerde vorm verder, waardoor het hier de uiterlijke kenmerken van een gracht bezit.
Tussen de Herengracht en de Hoogstraat hebben de kaden aan weerszijden van het water de straatnaam Oude Rijn meegekregen, met uitzondering van het gedeelte tussen de Hooigracht en de Hooglandse Kerkgracht.
Het gedeelte van de Oude Rijn vanaf de Bostelbrug tot aan de spoorbrug bij De Vink wordt Galgewater genoemd.

## Bezienswaardigheden
- Haven en Zijlpoort
- Graanmagazijn voor den Armen (Oude Rijn 44-46)
- Historische haven (Galgewater)
- Molen De Put en de Rembrandtbrug (Galgewater)
- Molen D'Heesterboom (Galgewater)